# Irene Antoinette Geffen
Irene Antoinette Geffen née Newmark est la première femme avocate d'Afrique du Sud. Elle est admise au barreau du Transvaal en 1923.

## Biographie

### Vie privée
Irene Antoinette Geffen vit avec son mari Max Geffen à Johannesberg; tous deux sont des immigrants juifs lituaniens. Elle quitte son cabinet à la naissance de sa première fille Zoe. Sa fille cadette, Lady Felicia Kentridge née en 1930, est également avocate et dirige la clinique juridique de la faculté de droit de l'université de Witwatersrand.

### Carrière
En mai 1923, après l'adoption de la loi 7 de 1923 sur les pratiques du droit des femmes, Irene Antoinette Geffen devient la première femme à être admise au barreau.
Après que le Conseil international des femmes ait demandé en 1925 aux organisations nationales de publier des résumés des lois concernant les femmes et les enfants dans chaque pays, Irene Antoinette Geffen publie en 1928 The Laws of South Africa affecting Women and Children. Un document qui couvre, entre autres, le droit de la nationalité, le droit fiscal et le droit de vote,,.